# Orcinus meyeri
Orcinus meyeri — викопний вид косаток, знайдений у відкладах раннього міоцену на півдні Німеччини, відомий за двома уламками щелеп і 18 ізольованими зубами. Спочатку він був описаний як Delphinus acutidens у 1859 році, але перекласифікований у 1873 році. Його дійсність є спірною, і він може бути синонімом стародавнього кашалота Physeterula dubusi. Він був знайдений в альпійському місті Штоках у басейні Моласса, який був прибережною зоною з сильними приливними течіями.

## Опис
Найбільший з уламків щелепи мав 26,2 см в довжину і 8 см у висоту. Було знайдено 18 ізольованих зубів, розміром від 5–6 см у висоту та 1,8–2 см завширшки біля основи. Для порівняння, сучасний косатка має зуби близько 10–13 сантиметрів у висоту і 2,5 см в діаметрі. Тварина в житті, ймовірно, мала б 48 конічних зубів, у порівнянні з сучасною косаткою (O. orca), яка має від 40 до 56.